# Syretsko-Petsjerska-lijn
De Syretsko-Petsjerska-lijn (Oekraïens: Сирецько-Печерська лінія) is de jongste lijn van de metro van Kiev en opende in 1989 na een bouwtijd van acht jaar. De lijn loopt van het noordwesten naar het zuidoosten van de stad en kruist de Dnjepr in de middenberm van de zuidbrug. De Syretsko-Petsjerska-lijn telt 16 stations en heeft een lengte van 23,9 kilometer; de reistijd van eindpunt naar eindpunt bedraagt ongeveer 37 minuten. Zijn naam dankt de lijn aan twee wijken die hij doorkruist: Syrets in het noordwesten en Petsjersk aan de oever van de Dnjepr. Op kaarten wordt de lijn meestal aangeduid met de kleur groen.

## Geschiedenis
In het ontwerp van de lijn waren 19 stations opgenomen, waarvan 6 op de linkeroever. De eerste drie werden geopend in 1989 en voorzagen vooral in de overstap aansluitingen tussen de toen nieuwe lijn en de bestaande twee. Vervolgens werd het traject in zuidelijke richting verlengd tot de westelijke oprit van de zuidbrug, van de drie stations werden de zuidelijkste twee op 30 december 1991, enkele dagen na de ontbinding van de Sovjet-Unie, geopend. De metrolijn over zuidbrug werd op 30 december 1992 samen met twee stations op de linkeroever geopend, als wijziging van het plan werd bij het westelijke bruggehoofd een station (320) ingevoegd dat echter alleen in ruwbouw gereed is. Ten noorden van het centrum waren volgens het plan 7 stations opgenomen, hiervan is het station (313) bij de Lvivsepoort alleen in ruwbouw gereed en dat tussen Loekjanivska en Dorohozjytsji is geschrapt. Het eerste station ten noorden van het centrum werd pas in 1996 geopend en de ringspoorlijn werd pas in 2004 bereikt. De twee stations ten noorden van de ringspoorlijn staan nog op de tekentafel, zodat anno 2021 slechts 3 stations ten noorden van het centrum in gebruik zijn. 
In de tabel zijn de huidige namen van de stations gebruikt.
| Traject/station                              | Openingsdatum    | Lengte |
| -------------------------------------------- | ---------------- | ------ |
| Zoloti vorota - Klovska                      | 31 december 1989 | 1,9 km |
| Klovska - Vydoebytsji                        | 30 december 1991 | 4,4 km |
| Vydoebytsji - Osokorky                       | 30 december 1992 | 4,2 km |
| Osokorky - Charkivska                        | 28 december 1994 | 2,6 km |
| Loekjanivska - Zoloti Vorota                 | 30 december 1996 | 3,1 km |
| Petsjerska (toegevoegd aan bestaand traject) | 27 december 1997 | n.v.t. |
| Dorohozjytsji - Loekjanivska                 | 30 maart 2000    | 2,7 km |
| Syrets - Dorohozjytsji                       | 14 oktober 2004  | 1,6 km |
| Charkivska - Boryspilska                     | 23 augustus 2005 | 2,4 km |
| Vyrlytsja (toegevoegd aan bestaand traject)  | 4 maart 2006     | n.v.t. |
| Boryspilska - Tsjervoniej Choetir            | 23 mei 2008      | 1,1 km |

Station Klovska kreeg zijn huidige naam in 1991, in de Sovjettijd heette het Metsjnikova.

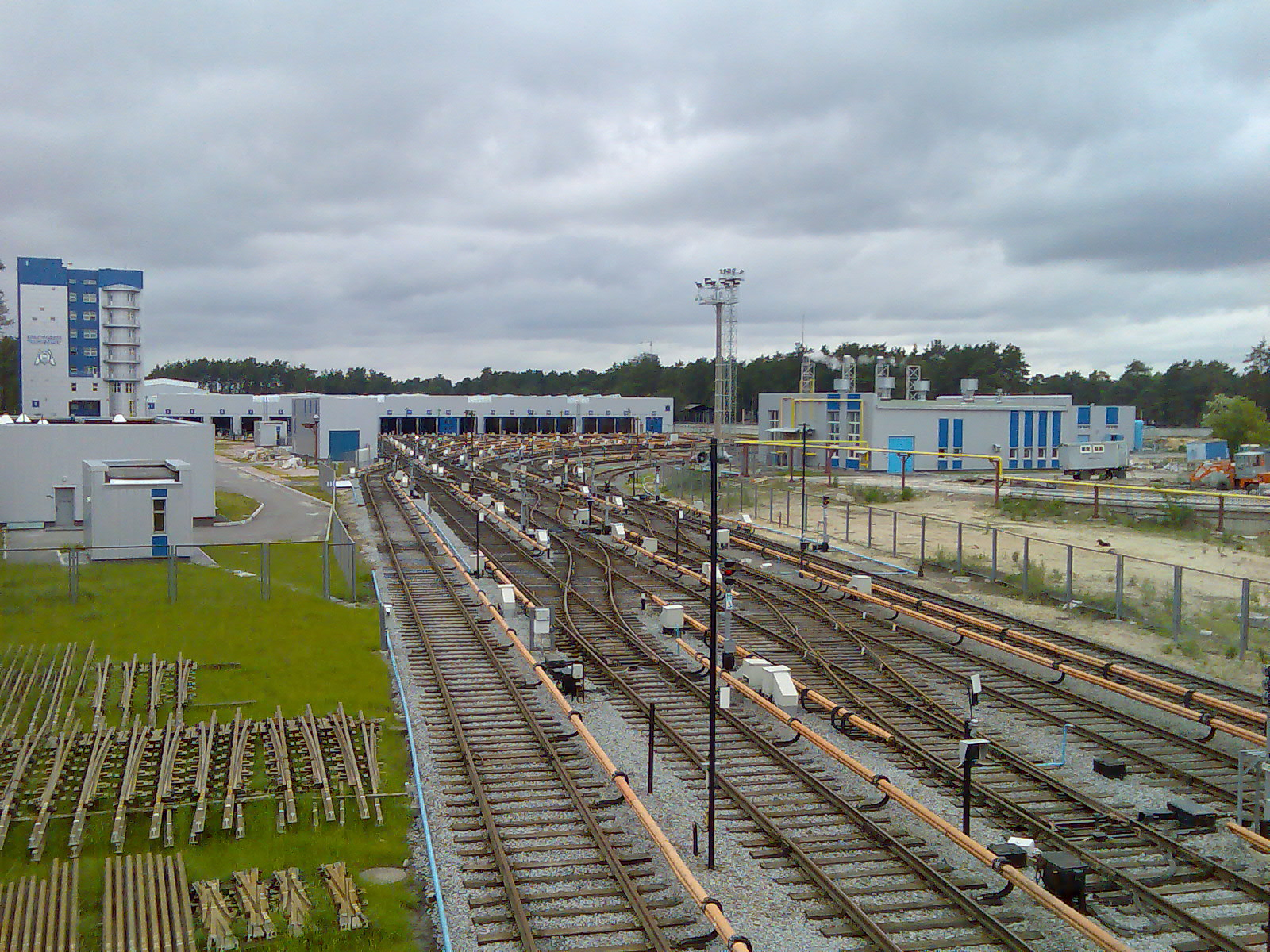
Het depot van de lijn bij Charkivske
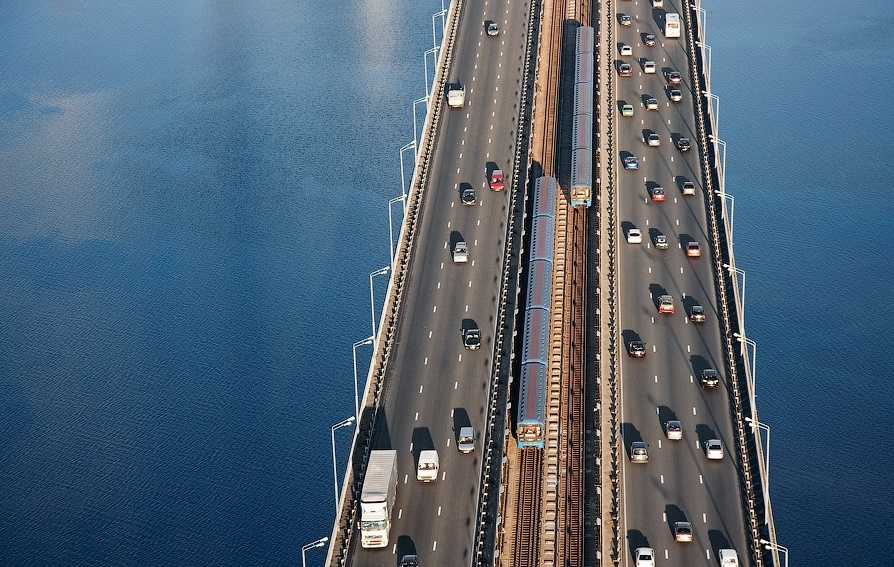
De metro in de middenberm op de zuidbrug

## Stations
De stations van de Syretsko-Petsjerksa-lijn zijn alle ondergronds gelegen en laten een modern ontwerp zien. De twee nieuwste stations, Boryspilska en Vyrlytsja, beschikken als enige in het net over liften, waardoor deze stations ook voor gehandicapten toegankelijk zijn. Tussen Loekjanivska en Zoloti vorota en tussen Vydoebytsji en Slavoetytsj bevinden zich stations in ruwbouw. Binnen een overstapcomplex hebben de stations per lijn een andere naam.
| Station                            | Overstappunt             | Foto * | Type                         | Geopend          | Ligging                        | Stationscode |
| ---------------------------------- | ------------------------ | ------ | ---------------------------- | ---------------- | ------------------------------ | ------------ |
| Syrets Сирець                      | voorstadsnet             | 310 !  | Pylonenstation               | 14 oktober 2004  | 50° 28′ 35″ NB, 30° 25′ 50″ OL | 310          |
| Dorohozjytsji Дорогожичі           |                          | 311 !  | Pylonenstation               | 30 maart 2000    | 50° 28′ 25″ NB, 30° 26′ 56″ OL | 311          |
| Loekjanivska Лук'янівська          |                          | 312 !  | Pylonenstation               | 30 december 1996 | 50° 27′ 44″ NB, 30° 28′ 54″ OL | 312          |
| Lvivska brama Львівська брама      |                          | 313 !  | Pylonenstation               | Ruwbouw          | 50° 27′ 15″ NB, 30° 30′ 10″ OL | 313          |
| Zoloti vorota Золоті ворота        | (Teatralna)              | 314 !  | Kolommenstation              | 31 december 1989 | 50° 26′ 54″ NB, 30° 30′ 50″ OL | 314          |
| Palats sportoe Палац спорту        | (Plosjtsja Lva Tolstoho) | 315 !  | Pylonenstation               | 31 december 1989 | 50° 26′ 17″ NB, 30° 31′ 14″ OL | 315          |
| Klovska Кловська                   |                          | 316 !  | Pylonenstation               | 31 december 1989 | 50° 26′ 13″ NB, 30° 31′ 54″ OL | 316          |
| Petsjerska Печерська               |                          | 317 !  | Pylonenstation               | 27 december 1997 | 50° 25′ 40″ NB, 30° 32′ 19″ OL | 317          |
| Zvirynetska Звіринецька            |                          | 318 !  | Pylonenstation               | 30 december 1991 | 50° 25′ 5″ NB, 30° 32′ 43″ OL  | 318          |
| Vydoebytsji Видубичі               | voorstadsnet             | 319 !  | ondiep gelegen zuilenstation | 30 december 1991 | 50° 24′ 2″ NB, 30° 33′ 40″ OL  | 319          |
| Telytsjka Теличка                  |                          |        |                              | Ruwbouw          | 50° 23′ 47″ NB, 30° 34′ 18″ OL | 320          |
| Slavoetytsj Славутич               |                          | 321 !  | ondiep gelegen zuilenstation | 30 december 1992 | 50° 23′ 39″ NB, 30° 36′ 15″ OL | 321          |
| Osokorky Осокорки                  |                          | 322 !  | Enkelgewelfdstation          | 30 december 1992 | 50° 23′ 44″ NB, 30° 36′ 59″ OL | 322          |
| Poznjaky Позняки                   |                          | 323 !  | ondiep gelegen zuilenstation | 30 december 1994 | 50° 23′ 54″ NB, 30° 38′ 2″ OL  | 323          |
| Charkivska Харківська              |                          | 324 !  | Enkelgewelfdstation          | 30 december 1994 | 50° 24′ 4″ NB, 30° 39′ 8″ OL   | 324          |
| Vyrlytsja Вирлиця                  |                          | 325 !  | ondiep gelegen zuilenstation | 4 maart 2006     | 50° 24′ 10″ NB, 30° 40′ 4″ OL  | 325          |
| Boryspilska Бориспільська          |                          | 326 !  | Enkelgewelfdstation          | 23 augustus 2005 | 50° 24′ 13″ NB, 30° 41′ 3″ OL  | 326          |
| Tsjervoniej Choetir Червоний хутір |                          | 327 !  | ondiep gelegen zuilenstation | 23 mei 2008      | 50° 24′ 32″ NB, 30° 41′ 40″ OL | 327          |

* De sorteerwaarde van de foto is de ligging langs de lijn

## Materieel
Voor de dienst op de Syretsko-Petsjerska-lijn zijn er 27 vijfrijtuigtreinen beschikbaar. De metrolijn maakt gebruik van het depot nabij station Charkivske (№ 3).

## Toekomst
Voor 2010 stond de opening van het reeds in ruwbouw aanwezige station Lvivska brama (Lvivsepoort) gepland. Op de lange termijn zal de lijn verder worden uitgebreid naar het noordwesten en in het zuidoosten afbuigen richting de Svjatosjynsko-Brovarska-lijn.